# Jerome Isaac Friedman
Jerome Isaac Friedman (Chicago, 28 de março de 1930) é um físico estadunidense.
Recebeu o Nobel de Física de 1990, por investigações pioneiras referentes ao espalhamento inelástico de eléctrons sobre prótons e sobre ligações de neutrões que foram essenciais para o desenvolvimento do modelo dos quarks na física de partículas.
Filho de imigrantes russos, recebeu educação primária e secundária em Chicago, e na high school passou a interessar-se pela física, especialmente pela teoria da relatividade de Albert Einstein.
Passou pelo Art Institute of Chicago Museum School até ser admitido pela Universidade de Chicago, de seu especial interesse porque Enrico Fermi ensinava lá. Entrou para o Physics Department (1950) e recebeu o Master's degree (1953) e o Ph.D. (1956), inicialmente supervisionado pelo Professor Fermi, que morreria (1954), antes da conclusão de sua tese, que foi completada com a orientação do Prof. John Marshall.
Continuou na UC como post-doc no laboratório de emulsão nuclear, trabalhando com Valentine (Val) Telegdi. Orientado por Telegdi juntou-se ao grupo de Robert Hofstadter (1957) no High Energy Physics Laboratory da Stanford University, onde iniciou sua duradoura colaboração com Henry Kendall, também do grupo, e passou a contactar com Richard Taylor, quando este estava a concluir a sua tese noutro grupo de pesquisas.
Mudou-se para o Departamento de Física do Instituto de Tecnologia de Massachusetts (MIT) (1960), passando a trabalhar com o grupo de David Ritson. Em pouco tempo criou seu próprio grupo de pesquisas no MIT, ao qual se juntou Henry Kendall (1961).
Dois anos depois ambos passaram a trabalhar com Wolfgang Panofsky e Richard Taylor, numa parceria entre o MIT, o Centro de Aceleração Linear de Stanford, o SLAC, e o Instituto de Tecnologia da Califórnia, onde desenvolveram as pesquisas que lhes levaram ao Nobel. Tornou-se adjunto do MIT (1967), director (1980) do Laboratory for Nuclear Science no MIT, e foi chefe do Physics Department (1983-1988).